# Schönstattbewegung
Die Schönstattbewegung (auch Apostolische Bewegung von Schönstatt) ist eine internationale Vereinigung von Gläubigen in der katholischen Kirche mit apostolischer Ausrichtung. Ursprungsort wie geistlicher Mittelpunkt ist Schönstatt, ein Ortsteil von Vallendar bei Koblenz. Die föderal aufgebaute Bewegung wird durch das sogenannte Generalpräsidium koordiniert, das seinen Sitz in Schönstatt hat.

Logo der internationalen Schönstattbewegung

## Geschichte
Die Geschichte der Schönstattbewegung war anfangs stark durch die beiden Weltkriege geprägt, in denen viele Schönstätter in Kontakt mit anderen Soldaten und Gefangenen kamen. Zwischen den Kriegen wuchs die junge Bewegung stark an. Nach dem Zweiten Weltkrieg stand sie auf dem Prüfstand der katholischen Kirche und war im Konflikt mit den Pallottinern. Nach dem zweiten Vatikanischen Konzil wurden die Ideen Josef Kentenichs bestätigt und die Bewegung breitete sich weiter aus.

### Gründung
Der Gründer der internationalen Schönstattbewegung, Pater Josef Kentenich, war ab Ende Oktober 1912 Spiritual des Studienheims der Pallottiner, eines Knaben-Internats in Schönstatt bei Vallendar, und als solcher mit der Aufgabe der seelischen Begleitung und Unterstützung der Jugendlichen betraut. Dabei entwickelte und lehrte er die Kentenich-Pädagogik, eine pädagogische Technik, mit der der Erzieher dem zu Erziehenden hilft, sein individuelles Ideal zu erkennen und zu entfalten. Zu Kentenichs berühmtesten Schülern gehört u. a. Josef Engling.
Als Spiritual erkannte er, dass die Kirche seiner Zeit aus unzähligen Formen, Regeln und Traditionen bestand, jedoch im Leben und den Herzen der Menschen oft kaum mehr als eine Pflicht war.
Bereits in den Weihnachtsferien 1912/13 gründete er mit interessierten Schülern einen Missionsverein, der sich zu einer am 19. April 1914 gegründeten Marianischen Kongregation weiterentwickelte, deren Schwerpunkte die Eucharistie und die Mission waren. Zentrales Thema waren die Erneuerung des katholischen Glaubens, weniger von der theoretischen Seite als vielmehr infolge Beobachtung des Lebens.

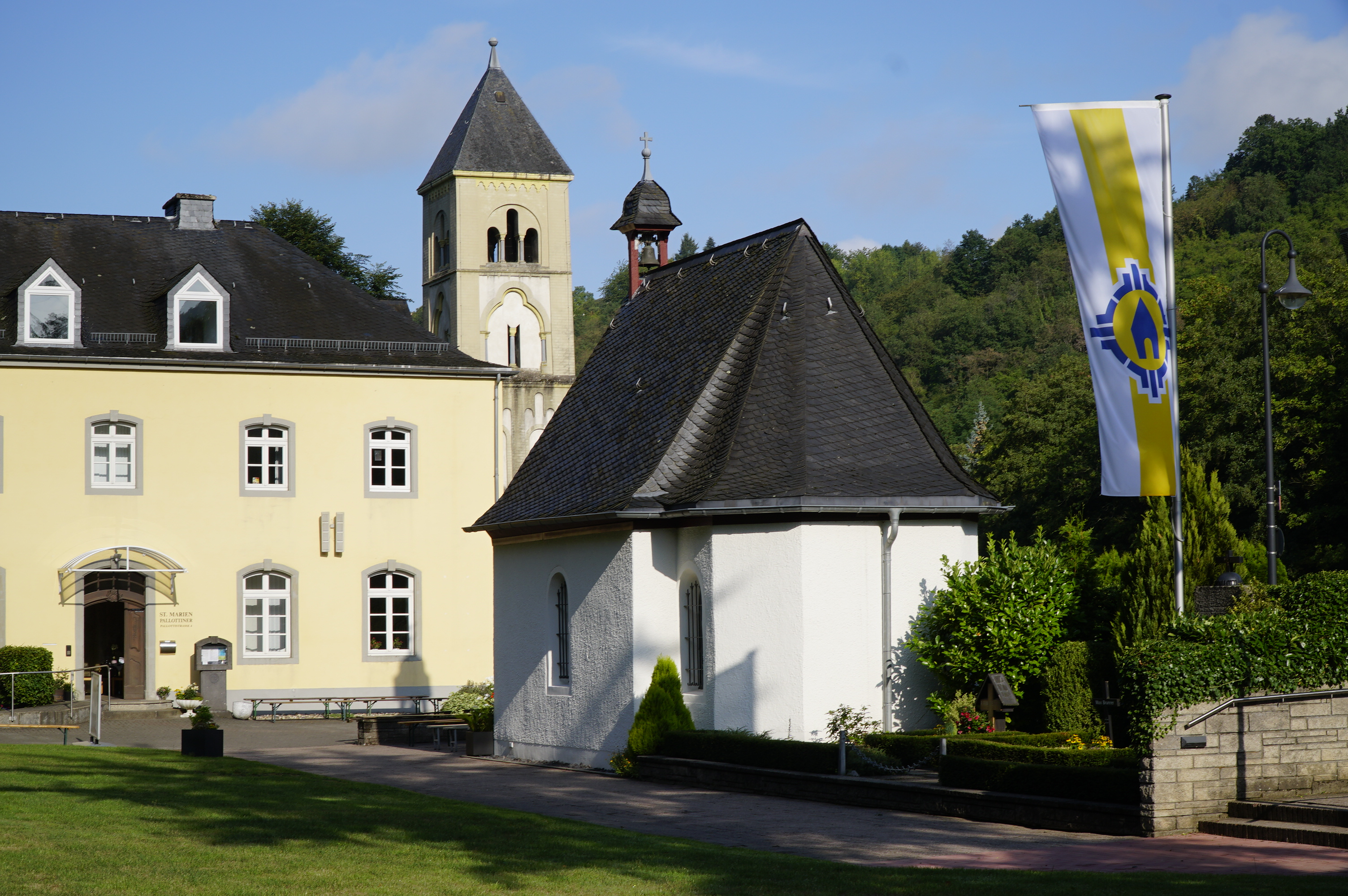
Das Urheiligtum von Schönstatt in Vallendar, Deutschland

Als Versammlungsraum richtete sich die Gruppe eine leer stehende ehemalige Friedhofskapelle des früheren Augustinerinnen-Klosters Schönstatt her. Diese Kapelle wurde im Laufe der Jahrzehnte als Urheiligtum zum geistigen Mittelpunkt der Bewegung.
Im Ansinnen, den christlichen Glauben wieder mit dem alltäglichen Lebensvollzug in Einklang zu bringen, schlossen er und die Mitglieder der Marianischen Kongregation am 18. Oktober 1914 zum ersten Mal das Liebesbündnis, ein Bündnis mit Maria nach dem Vorbild des biblischen Gottesbundes. Dieser Vorgang wurde später als Gründungsurkunde bekannt.
Zu zentralen Themen für die sich entwickelnde Kongregation wurden
- der psychologische Zugang zur eigenen individuellen Persönlichkeit und die daraus erstehenden Ansatzpunkte für einen persönlichen Glauben,
- die Betonung der Gemeinschaft und
- mithilfe einer Idealpädagogik der eigenen Berufung auf die Spur zu kommen (sowohl persönlich als auch für ein Ehepaar oder eine ganze Gruppe). Ihr liegt der Gedanke zugrunde, dass Gott in der eigenen Persönlichkeit, in der Beziehung eines Paares oder im Zusammenkommen einer Gruppe eine Idee (oder auch Sinn) grundgelegt hat, der es nachzuspüren und die es bspw. über die Anwendung einer Geistlichen Tagesordnung Schritt für Schritt zu verwirklichen gilt (Werde, was du bist!).

### Ausbreitung
Durch den Ausbruch des Ersten Weltkrieges wurden die jungen Männer des Internates als Soldaten einberufen. So verbreiteten sie ihre Ideen auch unter ihren Kameraden und fanden in religiös interessierten Soldaten Anhänger.
Als Kommunikationsmittel diente die Zeitschrift „Mater ter admirabilis“, in der Briefausschnitte von Soldaten und Berichte über Ereignisse in Schönstatt zu lesen waren.
Nach Kriegsende wurde Pater Kentenich für die Betreuung der inzwischen deutlich gewachsenen Gruppe freigestellt.
Am 20. August 1919 gründete eine Gruppe von ehemaligen Soldaten den Apostolischen Bund, ein Jahr später entstand die Apostolische Liga.
Bald schon schlossen sich auch Frauen der Bewegung an und bildeten den Frauenbund; erste Mitglieder wurden am 8. Dezember 1920 Gertraud Gräfin von Bullion und ihre Cousine Marie Christmann.
In den 1920er-Jahren erfuhr die junge Bewegung eine große Verbreitung. Insbesondere bei Lehrern, Theologiestudenten und Priestern fand sie Anklang.
Durch das Anwachsen der Bewegung entstanden in den folgenden Jahren viele Gemeinschaften: Aus dem Frauenbund entstanden 1926 die Schönstätter-Marienschwestern und 1938 die Frauen von Schönstatt.
Binnen zweier Jahrzehnte war die Schönstattbewegung vielerorts innerhalb der katholischen Kirche Deutschlands präsent und breitete sich auch im Ausland aus. 1933 wurden erstmals Marienschwestern nach Südafrika, Brasilien, Argentinien und Chile ausgesandt, um die dort entstehenden Schönstatt-Gruppen zu unterstützen.
Pater Josef Kentenich hielt in dieser Zeit zwischen den beiden Weltkriegen viele Exerzitien, Vorträge und Tagungen.

### Probleme im Nationalsozialismus
Die Kirchenfeindlichkeit des NS-Staates wirkte auch und besonders auf die Schönstattbewegung ein, die erklärtermaßen den nationalsozialistischen Idealen zuwiderlief. Viele Schönstätter litten im Nazi-Regime unter Schikanen, Strafversetzungen, Predigt- und Redeverboten und Hausdurchsuchungen. Manche wurden auch verhaftet und kamen in Konzentrationslager, darunter der Gründer Pater Kentenich, seine engen Mitarbeiter Pater Josef Fischer und Pater Albert Eise sowie Heinz Dresbach, Heinrich König und Karl Leisner. Pater Franz Reinisch verweigerte den Fahneneid auf Hitler und wurde dafür zum Tode verurteilt.

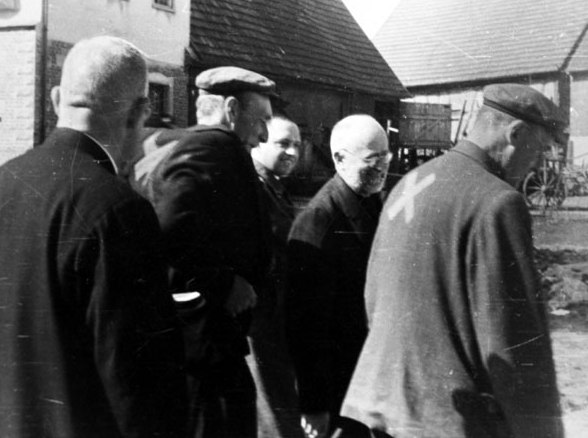
Pater Josef Kentenich im Konzentrationslager Dachau (zweiter von rechts).

Pater Kentenich wurde am 20. September 1941 verhaftet und gelangte schließlich ins KZ Dachau. Dort arbeitete er in der Gefangenschaft weiter – so weigerte er sich, die Pakete mit Lebensmitteln, die er erhielt, wie seine Mitgefangenen im KZ mit seinen Leidensgenossen zu teilen, weil er sich für seine Bewegung erhalten müsse – und die Ideen der Schönstatt-Bewegung verbreiteten sich auch unter Mitgefangenen, die sie nach dem Krieg in viele andere Länder weitertrugen. Es gelang Kentenich, über einen Wärter Briefe nach außen zu den Marienschwestern zu schmuggeln. Er verbarg seine theologischen Gedanken und Weisungen an die Marienschwestern aus Sicherheitsgründen in scheinbar naiven Versen, die später als „Hirtenspiegel“ und als „Himmelwärts“ veröffentlicht wurden. Aus dem Konzentrationslager heraus gründete Pater Kentenich das Institut der Schönstattfamilien und die Marienbrüder.
Kaplan Gerhard Daldrup in Ibbenbüren war einer ihrer Anhänger, wobei er besonders die „Madonna von Schönstatt“ verehrte. Oft traf sich die Pfarrjugend an der örtlichen Kapelle und Pfarrer Daldrup hielt eine Andacht zu Ehren der Marienkönigin. Er hatte in seinem Garten an der Roggenkampstraße eine Grotte mit einer lebensgroßen Marienfigur errichtet. Auf dem Höhepunkt dieser Verehrung entstand auch 1934 die Holthauser Waldkapelle, sie war ebenfalls eine Schönstatt-Kapelle, namens „Maria-Wegweiserin“. Daldrup wurde dadurch bekannt, dass er 1937 öffentlich für zwei Juden im Ort eintrat und vom Staat bestraft wurde. Ein Katholischer Jungmännerverband, Region Düsseldorf, Gruppe „Sturmschar“ in Wesel war davor sein Wirkungsbereich gewesen. Ebenfalls ist sein Wirken in Hamborn bezeugt, er schrieb damals über „Jugend und Keuschheit“.
Am 20. Mai 1945 kehrte Kentenich nach Schönstatt zurück, trotz aller Strapazen bezeichnete er die Zeit später als „Hoch-Zeit“ für die Bewegung.
Nach seiner Rückkehr aus dem Konzentrationslager verfolgte Kentenich drei Ziele, die die Entwicklung der Bewegung in den folgenden Jahren prägten:
- Die Internationalisierung der Bewegung,
- „Einwurzelung“ der Bewegung in anderen Ländern und
- Klärung des kirchenrechtlichen Status der Bewegung und ihrer Gemeinschaften.

### Konflikt mit der Kirche
Schon in den 1930er-Jahren entstand ein erster Konflikt mit den Bischöflichen Ordinariaten in Trier und Limburg: Von 1935 bis 1938 währte eine Auseinandersetzung mit Kentenich, die sich hauptsächlich auf einige als „Sonderideen“ bezeichnete Elemente der schönstättischen Spiritualität bezog:
- die lokale Bindung an das Heiligtum,
- das Verständnis der Marienweihe als Liebesbündnis,
- die „Beiträge zum Gnadenkapital“ und
- der Glaube an die „Sendung Schönstatts für Kirche und Welt“.

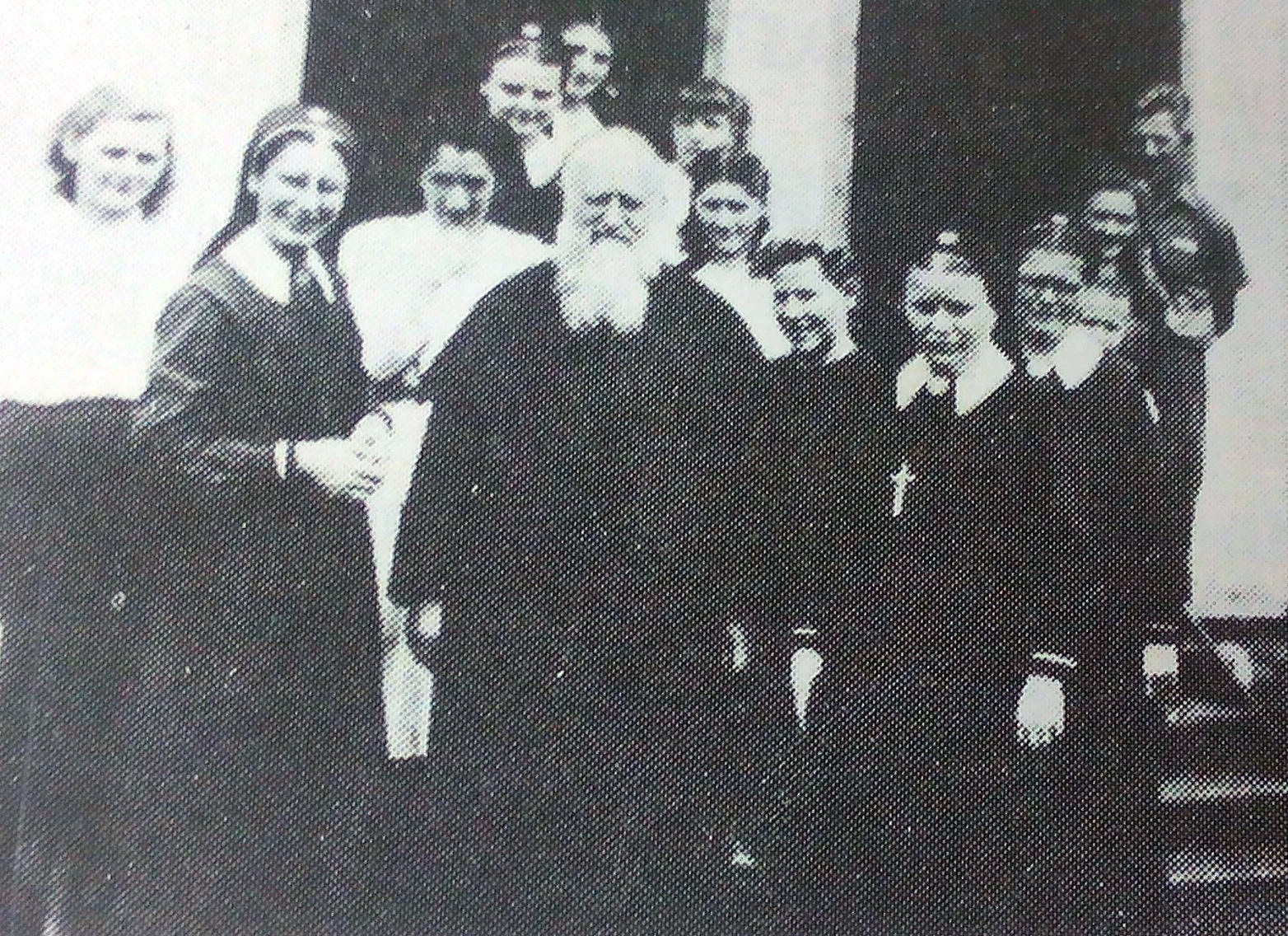
Pater Kentenich in Oberá, Argentinien, mit Marienschwestern und anderen Missionaren (1949)

Nach einer bischöflichen Visitation des 1948 kirchenrechtlich anerkannten Säkularinstituts der Schönstätter Marienschwestern durch den Trierer Weihbischof Bernhard Stein im Februar 1949 kritisierte Kentenich den Visitationsbericht in einem Brief vom 31. Mai 1949 („Epistola perlonga“), um eine genauere wissenschaftliche Auseinandersetzung mit seinem pastoralen Anliegen, einer Verbindung von natürlicher und übernatürlicher Lebensgestaltung, zu erreichen. Dies wurde als Provokation empfunden und führte zur Anklage beim Heiligen Offizium, die eine päpstliche Visitation nach sich zog. Durch ein Dekret des päpstlichen Visitators, Pater Sebastian Tromp SJ, wurde Kentenich am 30. September 1951 aus Europa verbannt und verbrachte sein Exil ab dem 21. Juni 1952 in Milwaukee. Da er sich nicht als Ankläger oder Bekämpfer, sondern als Erneuerer und Freund der Kirche sah, befolgte Kentenich alle Auflagen. Nach 13 Jahren im Exil kehrte Kentenich am 14. Dezember 1965 nach Schönstatt zurück. Nach Darstellung der Schönstattbewegung war er durch Papst Paul VI. rehabilitiert worden, doch das ist bis heute umstritten.

### Schönstatt und Pallottiner
Die Schönstattbewegung entstand in der Pallottinerniederlassung in Vallendar. Kentenich war Spiritual des Jungeninternats und die ersten Schönstätter waren allesamt Pallottinerschüler. Die Bewegung wuchs im Zweiten Weltkrieg schnell über das Pallottinerumfeld hinaus, stand aber weiterhin im Geiste Vinzenz Pallottis. Sie war sowohl organisatorisch als auch personell eng mit den Pallottinern verbunden. Kentenich und andere Patres wurden für die Arbeit in der Bewegung freigestellt und versuchten, entgegen vielfacher Vorbehalte und trotz der Andersartigkeit der Ideen bei den Pallottinern Verbreitung zu finden. Neben den Marienschwestern hatten die Pallottiner-Patres für die Schönstattbewegung die Funktion der lateinisch pars motrix et centralis (für „bewegender und zentraler Teil“) – ein pallottinischer Begriff. Das Generalkapitel der Pallottiner bestätigte 1947 die Schönstattbewegung als zeitgemäße Verwirklichung der Ideen Vinzenz Pallottis vom Weltapostolatsverband.
Trotzdem gab es immer wieder Spannungen im Verhältnis zwischen Pallottinern und Schönstatt. Während Kentenich im Exil war, wurde die Frage brisant, ob Schönstatt ein Teil der Pallottiner und der Familie Vinzenz Pallottis sei oder eine eigene Sendung besaß. Diese Auseinandersetzung führte 1964 zur rechtlichen Trennung von den Pallottinern. Im folgenden Jahr wurde das Institut der Schönstatt-Patres gegründet, in das mit Schönstatt verbundene Pallottinerpatres und Diözesanpriester wechselten und die bisher von den Pallottinern übernommene Funktion der geistlichen Leitung übernahmen.

### Innere Festigung

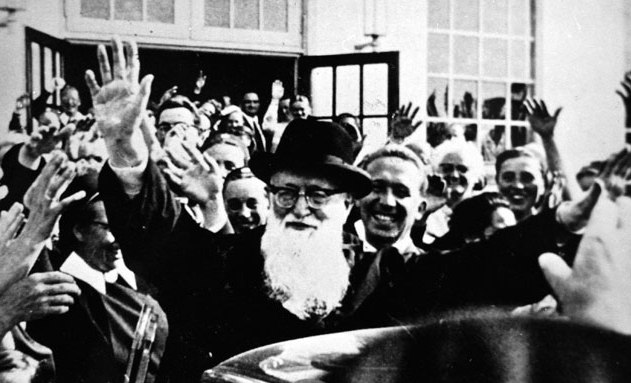
Pater Josef Kentenich Ende 1964

Nach seiner Rückkehr aus dem Exil wirkte Kentenich drei Jahre am weiteren Ausbau der Schönstattbewegung, hielt Vorträge, Tagungen und Exerzitien und unterstützte die Umsetzung der Reformen des Konzils. Er starb am 15. September 1968.
Nach seinem Tod setzte schnell eine Verehrung des Gründers ein, sein Grab in der Sakristei der Anbetungskirche wurde zum Anziehungspunkt für Pilger. Der Seligsprechungsprozess wurde 1975 eröffnet.
In den 1970er-Jahren wurden die zentralen Gemeinschaften als Säkularinstitute nach päpstlichem Recht anerkannt.
Nach der weltweiten Ausbreitung der Bewegung setzte nun eine Phase der Inkulturation ein, eine verstärkte Akzentuierung der nationalen Schönstattfamilien in ihrem kulturellen Umfeld. Der 100. Geburtstag Kentenichs wurde 1984/1985 mit einem Gedenkjahr und einer internationalen Festwoche in Schönstatt begangen. Papst Johannes Paul II. besuchte am 20. September 1985 das Schönstattzentrum Cor Ecclesiae in Rom und bestätigte das Charisma des Gründers und der Bewegung.

### Vorwürfe gegenüber P. Josef Kentenich
Im Herbst 2020 wurden in einer Veröffentlichung der Kirchenhistorikerin Alexandra von Teuffenbach Dokumente aus dem Limburger Provinzarchiv der Pallottiner bekannt, denen zufolge dem Gründer Josef Kentenich zahlreiche Regelverstöße vorgeworfen werden können wie Machtmissbrauch, unzulässige Beichtpraktiken und körperliche Berührungen. In einer zweiten Veröffentlichung sollen Forschungsergebnisse aus vatikanischen Akten folgen. Mehrere Schwestern hätten demnach dargestellt, wie unpassend und unangenehm ihnen die körperliche Nähe schien, die Kentenich wiederholt gesucht habe. Mit dem Zwang, dass Schwestern ihren Beichtvater nicht selbst wählen konnten, sondern bei ihm beichten mussten, habe er gegen das kirchenrechtliche Verbot der Vermischung von Leitungsgewalt und Beichte verstoßen. Über Bischöfe, Ordensobere und externe Priester äußerte sich Kentenich den Dokumenten zufolge abfällig; wer Kentenichs Machtanspruch als „Vater“ und den um ihn getriebenen Personenkult in Frage stellte, wurde isoliert. Die Unterlagen waren bisher nicht öffentlich zugänglich, aber sehr wohl intern bekannt. Von Teuffenbach legt dabei den Schwerpunkt auf die teilweise unter Eid gemachten Aussagen von betroffenen Ordensfrauen.
Die Reaktionen seitens der Schönstattbewegung auf diese Veröffentlichungen waren uneinheitlich. Die Leitung der Schönstätter Marienschwestern nannte die Dokumentation „offensichtlich einseitig“ und forderte am 28. Oktober 2020, die Glaubhaftigkeit der Aussagen und die dahinter liegenden Motive umfassend zu untersuchen. Von Teuffenbach verwies darauf, dass „das Archiv der Marienschwestern für alle, besonders aber für wissenschaftliche Forschung verschlossen“ sei. Im Gegensatz zu den Marienschwestern erklärte der Vorsitzende des Generalpräsidiums von Schönstatt International, Pater Juan-Pablo Catoggio, am 30. Oktober 2020 in einem Schreiben an alle Mitglieder, die Zeugnisse aus dem Seligsprechungsprozess seien bisher nur den verantwortlichen Personen bekannt gewesen und daher für die Schönstatt-Bewegung „neu und schockierend“. Die Bewegung habe keine Angst vor der Wahrheit und werde sich einer gründlichen historischen Aufarbeitung der Vorwürfe gegen Kentenich stellen.

## Spiritualität

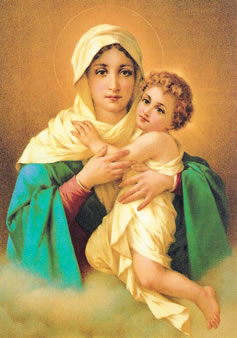
Luigi Crosio: Altarbild Zuflucht der Sünder

Zentrale Themen sind die oben genannten Ideen, mit denen Josef Kentenich 1914 die Bewegung ins Leben rief: Christliche Persönlichkeitsbildung, Orientierung an Idealen (konkretisiert zum Beispiel in Kentenichs Idealpädagogik), eine als Liebesbündnis bezeichnete originelle Form der Bündnistheologie, die Bedeutung der Gemeinschaft für das Glaubensleben und das persönliche Wachstum. Methodisch treffen sich Menschen zum Austausch zu regelmäßigen Gruppentreffen oder auf Tagungen, auf denen die genannten Themen konkretisiert werden.
Schönstatt ist weltweit durch eine große Zahl von Kursen für Ehepaare bekannt geworden: Vom klassischen Ehevorbereitungskurs in einer erweiterten und moderneren Form über Beratung für Paare in Krisensituationen, Erziehungskursen für Eltern, Kentenich-Pädagogik-Kursen, Ehetrainer-Kursen bis hin zu Familientagungen, die als einwöchige Workshops für Ehepaare an Urlaubsorten angeboten werden. Darüber hinaus werden beispielsweise Freizeiten und Zeltlager für Kinder und Jugendliche, Exerzitien für Priester und geistliche Vorträge für theologisch interessierte Laien angeboten.
Die Spiritualität Schönstatts ist wesentlich geprägt vom Glauben an die Führung Gottes im alltäglichen Leben und einen Organismus personaler, lokaler und ideeller Beziehungen.

### Liebesbündnis
Im schönstättischen Liebesbündnis spielt Maria, die Frau in der Nähe Gottes und der Menschen, eine zentrale Rolle. Durch das Liebesbündnis, in dem die gegenseitige Verantwortung der Bündnispartner eine zentrale Rolle einnimmt, wurde Maria gebeten, als Mutter und Erzieherin der Christen zu einer tiefen, lebendigen und den Alltag prägenden Liebe zu Gott und den Menschen in besonderer Weise in Schönstatt wirksam zu sein.
Das Liebesbündnis mit Maria und die darin wurzelnde Bindung an das Urheiligtum wurden zur Mitte sowohl von Schönstatt als spirituellem Zentrum wie zur geistigen Mitte und Heimat der internationalen apostolischen Bewegung von Schönstatt.

### Gnadenkapital
In vielen der 200 Schönstattkapellchen, die auf der Welt verteilt sind, finden die Besucher vor dem Altar einen großen Krug. Die Menschen schreiben auf Zettel Gaben, die sie Gott „schenken“ (etwa einen Tag nicht zu rauchen, einem Mitmenschen eine Freude zu bereiten), und Wünsche, die sie von Gott und von der Mater Ter Admirabilis (MTA) erbitten. Diesen einfachen Vorgang hat Kentenich das „Gnadenkapital“ genannt. Er beschreibt die Geschenke an Gott und die Geschenke von Gott als Gnadenkapital.

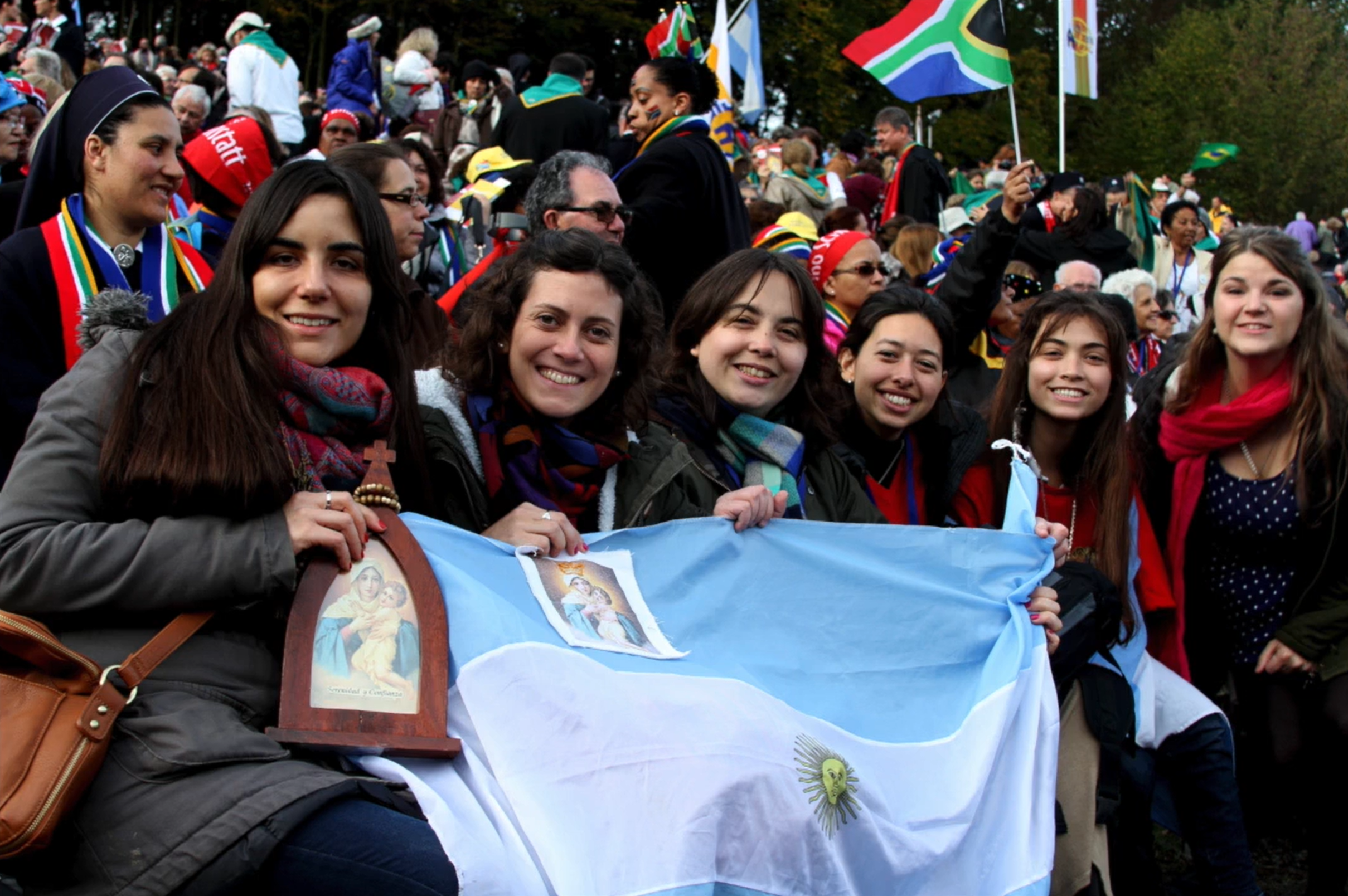
Schönstatt-Pilger aus Argentinien beim 100-jährigen Schönstatt-Jubiläum 2014

### Hausheiligtum
Die meisten „Schönstätter“ errichten statt des bei Katholiken üblichen „Herrgottswinkels“ im eigenen Haus lieber eine modernere Version: Ein kleines sogenanntes „Hausheiligtum“ – eine Art Wallfahrtsort im Wohnzimmer mit MTA-Bild und einer kleinen Version des oben beschriebenen Kruges. Auch im eigenen Haus werden dann mit kleinen Zetteln kleine Opfer gebracht und Wünsche geäußert. Der wichtigste Punkt ist für Schönstatt-Familien aber das Liebesbündnis mit der Gottesmutter. Die Familie entwickelt ein positiveres Bild von Gott, als es in vielen streng erzogenen katholischen Familien üblich ist: „Du bist bedingungslos von Gott geliebt.“

## Logo
Das Logo der Schönstattbewegung symbolisiert das Urheiligtum als Ausgangspunkt und Zentrum der Bewegung im Mittelpunkt. Umgeben wird es von der Stadtmauer des himmlischen Jerusalem aus der Offenbarung des Johannes, an der einerseits das Kreuz als Grundform erkennbar ist und andererseits auch die 12 Stadttore der neuen Stadt.

„Während die Mauern einen Schutzraum für eine geistliche Atmosphäre bieten, laden die offenstehenden Tore zur Begegnung und zum Lebensaustausch ein. Wie hier lebendiger Glaube erfahren und gelernt wird, das soll nicht verborgen bleiben, sondern ausstrahlen und hineingetragen werden in die Gesellschaft und Kirche und ihre alltäglichen Lebenssituationen.“

Viele Gliederungen der Bewegung benutzen eigene Logos, um ihre Besonderheiten herauszustellen und ein eigenes Identifikationsmerkmal zu besitzen. Diese Logos sind meist vom Logo der Schönstattbewegung abgeleitet und lassen somit auch die Zugehörigkeit zur Schönstattfamilie erkennen.

## Organisation
Die Schönstattbewegung ist heute in über 130 Ländern der Erde verbreitet, neben dem deutschsprachigen Raum besonders in Lateinamerika, Spanien, Portugal, den Vereinigten Staaten und Indien sowie einigen afrikanischen Ländern. Der Gründungsort Schönstatt ist das spirituelle Zentrum und Mittelpunkt der inzwischen internationalen Bewegung. Jährlich pilgern zehntausende Wallfahrer zum Urheiligtum, dem Ort der Entstehung der Schönstattbewegung.
Weltweit gibt es 200 Schönstattkapellchen, mehr oder weniger originalgetreue Nachbildungen des Urheiligtums in Schönstatt, von denen 56 in Deutschland, 29 im restlichen Europa und 76 in Südamerika stehen. Im deutschsprachigen Raum existieren 44 regionale Schönstattzentren, meist mit einem Heiligtum als Mittelpunkt und weiteren Einrichtungen wie Bildungs- und Tagungshäusern oder Häusern der Schönstatt-Gemeinschaften.

Bewegungsleiter der Schönstattbewegung Deutschland ist seit 2015 Pater Ludwig Güthlein als Nachfolger von Pater Lothar Penners.

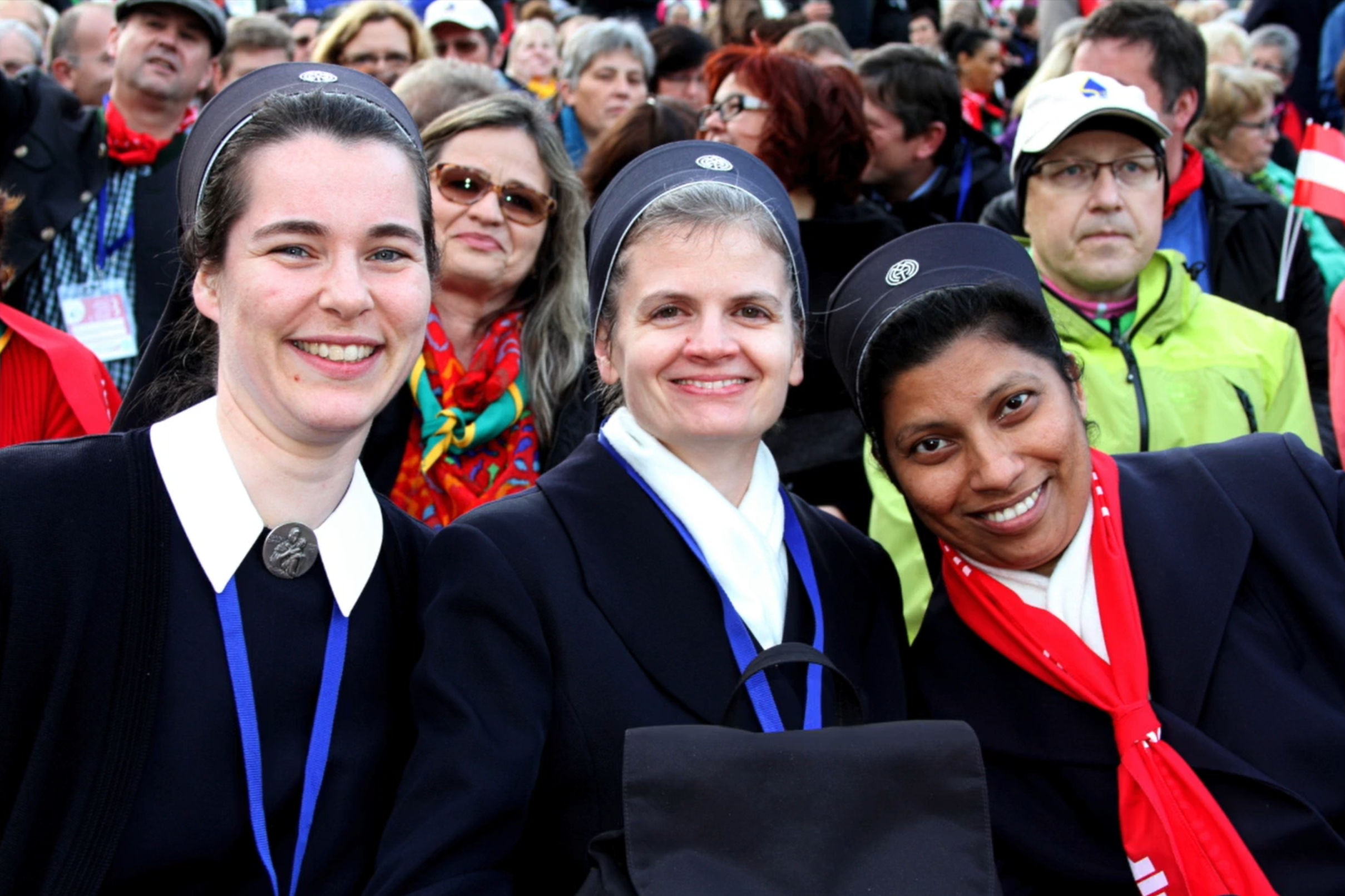
Zurzeit gibt es rund 1.800 Schönstätter Marienschwestern in der ganzen Welt.

### Mitgliedschaft

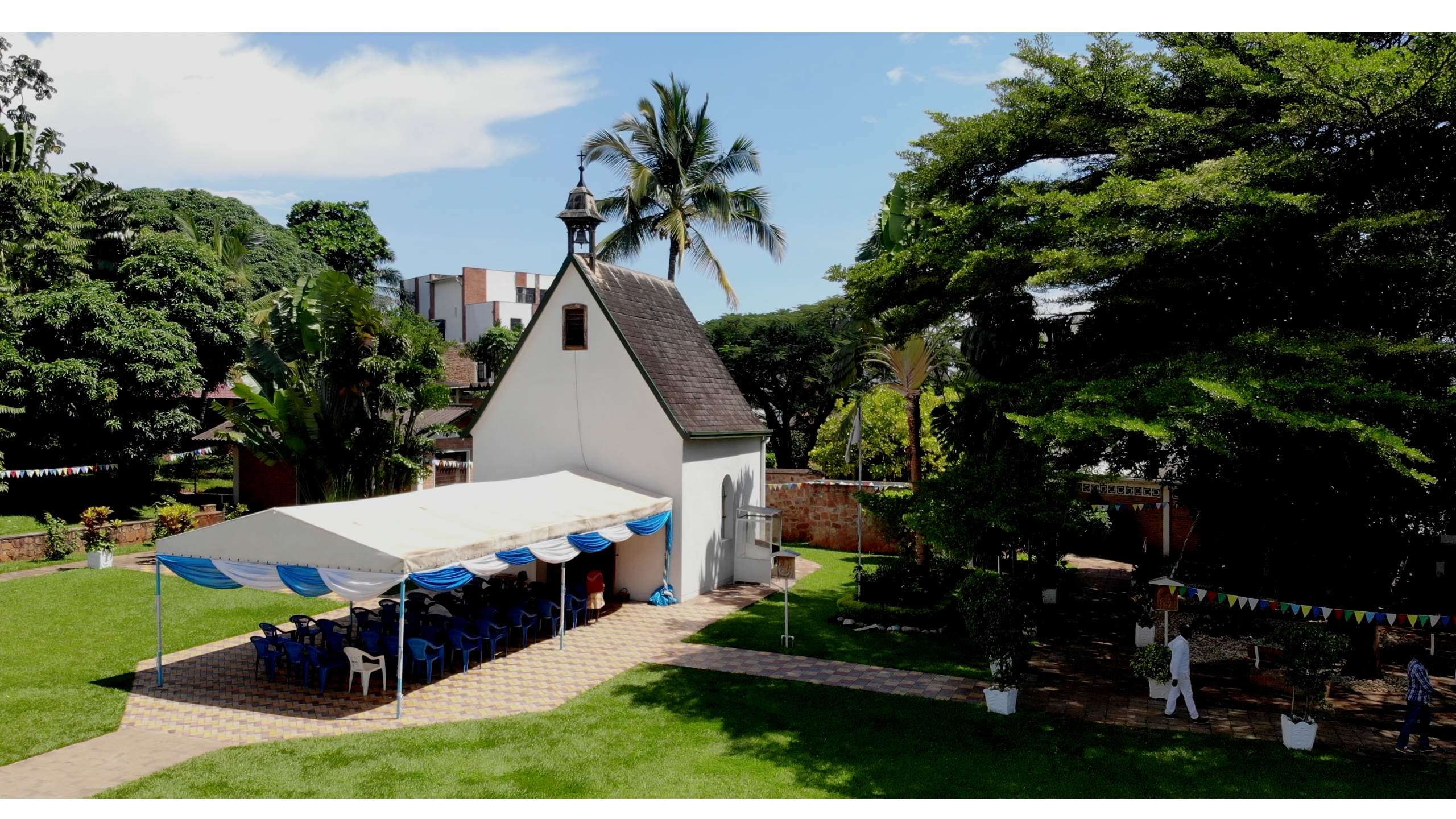
Schönstatt-Heiligtum Mutumbra, Burundi, Afrika

Mitglieder der Schönstattbewegung müssen keinen formellen Vertrag eingehen, sondern binden sich lediglich ideell durch eine Weihe an Jesus durch Maria, die Liebesbündnis mit Maria genannt wird, an die Bewegung. Da Kentenich für größtmögliche Freiheit war, lehnte er Gelübde als Gemeinschaftsbindung ab. Die von ihm gegründeten Säkularinstitute haben als Bindung des Einzelnen an die Gemeinschaft einen Vertrag, der mit dem Liebesbündnis mit Maria verbunden ist („Vertragsweihe“). Es gibt im Bereich der breit angelegten Bewegung aus diesem Grunde auch keine Mitgliedsbeiträge. Die Gemeinschaften finanzieren sich unter anderem durch Spenden, Teilnehmerbeiträge, Zuschüsse für religiöse Veranstaltungen und Fundraising.

### Gliederung
Die Schönstattbewegung besteht aus mehreren unabhängigen, föderal aufgebauten Teilgemeinschaften, die sich in drei Kategorien einordnen lassen:
Verband
Die Kerngemeinschaften sind die Säkularinstitute und Bünde, bei denen die Mitglieder gelübdelos nach den Weisungen der Evangelischen Räte in Keuschheit, Gehorsam und Armut leben.
Bund
Bei den Bünden ist die Bindung an die Gemeinschaft verpflichtend, aber nicht rechtlich bindend.
Liga
Die Mitgliedschaft in der Ligagemeinschaft erfolgt durch Schließen des Liebesbündnisses ohne eine formale Aufnahme. Es gibt keine Verpflichtung zur Gemeinschaft.
Außerdem gibt es noch die Schönstattjugend, die nach Geschlechtern getrennt aus der Schönstatt-Mannesjugend (SMJ) und der Schönstattbewegung Mädchen/Junge Frauen (Schönstatt MJF) besteht, die Wallfahrtsbewegung zu den Schönstatt-Heiligtümern sowie verschiedene gemeinschaftsübergreifende Projekte.
Die Teilgemeinschaften besitzen zumeist Gliederungen auf internationaler, nationaler und diözesaner Ebene, teilweise auch auf regionaler.
Die Gesamtheit dieser föderalistisch organisierten Teilbewegungen wird als „Schönstattfamilie“ oder „Schönstattwerk“ bezeichnet.
|                       | Verband                                   | Bund                         | Liga                         |
| --------------------- | ----------------------------------------- | ---------------------------- | ---------------------------- |
| Priester              | Schönstatt-Patres                         | Priesterbund                 | Priesterliga                 |
| Priester              | Diözesanpriester                          | Priesterbund                 | Priesterliga                 |
| Männer                | Marienbrüder                              | Männerbund                   | Männerliga                   |
| Männer                | Marienbrüder                              | Männerbund                   | Diakonliga                   |
| Familien              | Institut der Schönstattfamilien           | Familienbund                 | Familienliga                 |
| Mütter                |                                           | Mütterbund                   | Frauen und Mütter            |
| Frauen                | Marienschwestern                          | Frauenbund                   | Frauenliga                   |
| Frauen                | Frauen von Schönstatt                     | Frauenbund                   | Frauenliga                   |
| Kranke und Behinderte |                                           | Behinderten- und Krankenbund | Kranken- und Behindertenliga |
| Jugend                |                                           |                              | Schönstatt-Mannesjugend      |
| Jugend                | Schönstattbewegung Mädchen / Junge Frauen |                              |                              |
| Alle                  | Volks- und Wallfahrtsbewegung             |                              |                              |
| Theologen             | Theologengemeinschaft                     |                              |                              |
| Akademikerinnen       | Akademikerinnenliga                       |                              |                              |
| Akademikerinnen       | Studentinnen-Gemeinschaft                 |                              |                              |

## Schönstatt-Pilgerwege

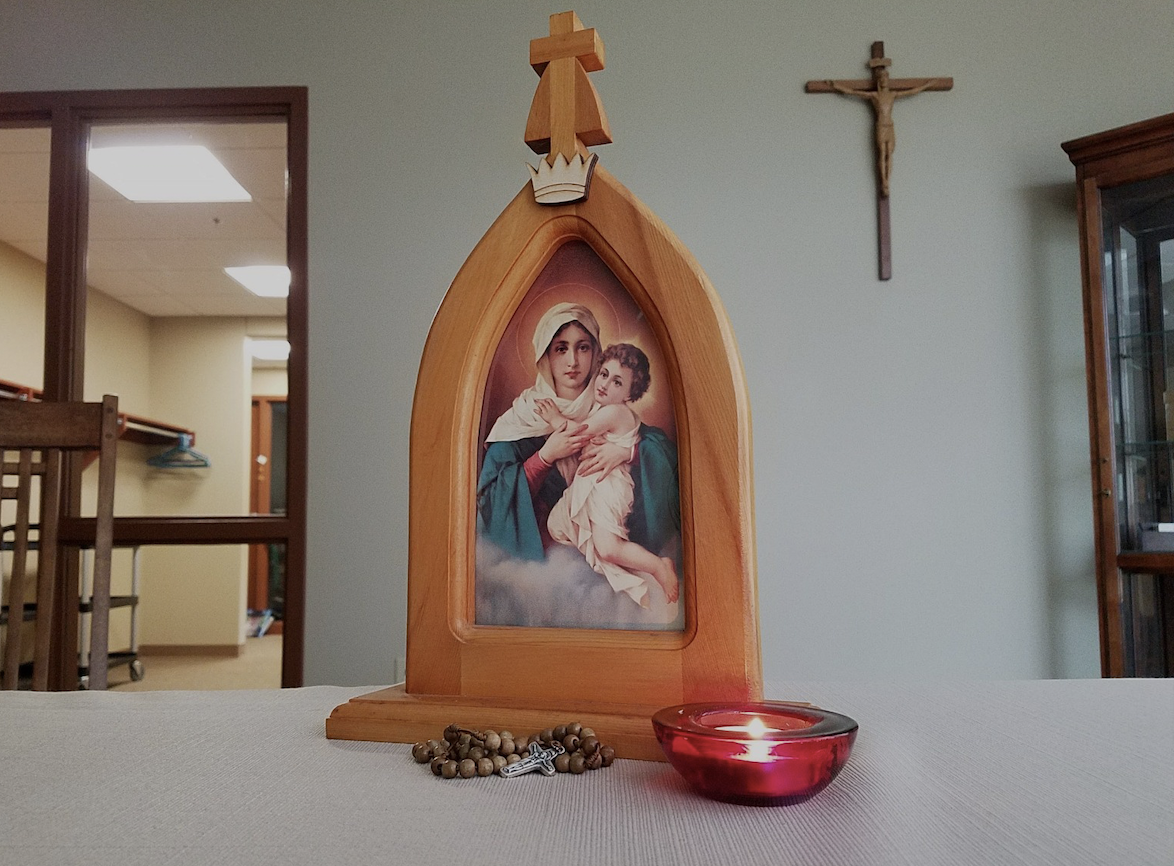
Die Pilgernde Gottesmutter der Schönstatt-Bewegung, die in der ganzen Welt für die Evangelisierung eingesetzt wird. Bilder wie dieses wurden von Missionaren zu Millionen von Menschen gebracht.

Die Schönstatt-Pilgerwege führen zum Marienwallfahrtsort Schönstatt in Vallendar bei Koblenz am Rhein. Hier befindet sich das sogenannte Urheiligtum – die erste von ca. 200 Schönstattkapellchen. Dieser Ort mit seinem Gnadenbild ist das spirituelle Zentrum der internationalen Schönstattbewegung.
Schönstatt-Pilgerwege verbinden Wallfahrtsorte, Schönstatt-Zentren, historisch und kulturell bedeutsame Orte miteinander. Dabei machen sie sich das bereits vorhandene Netz von Pilger- und Wanderwegen nutzbar. Nach und nach werden diese Wege eingerichtet. Die Pilgerwege sind mit einem einheitlichen Logo ausgeschildert.
- SP1: Fulda – Vogelsberg – Weilburg – Hadamar – Montabaur – Schönstatt
- SP2: Maria Laach – Vordereifel – Koblenz – Schönstatt
- SP3: Karlsruhe – Herxheim – Mannheim – Mainz – Wiesbaden – Bad Ems – Schönstatt
- SP4: Betzdorf – Marienstatt – Hachenburg – Westerwald – Schönstatt
- SP5: Trier – Mosel – Eifel – Wittlich – Mayen – Koblenz – Schönstatt

## Personen
- Josef Kentenich (1885–1968), Gründer der Schönstattbewegung
- Anton Fränznick (1889–1944), Märtyrer
- Emilie Engel (1893–1955), Schönstätter Marienschwester, eröffneter Seligsprechungsprozess
- Josef Engling (1898–1918), Schönstatt-Priester, eröffneter Seligsprechungsprozess
- Heinrich König (1900–1942), Märtyrer
- Franz Reinisch SAC (1903–1942), Märtyrer
- João Pozzobon (1904–1985), Initiator der Kampagne der Pilgernden Gottesmutter von Schönstatt
- Heinz Dresbach (1911–1993), Schönstatt-Theologe- und Priester, NS-Opfer
- Alois Andritzki (1914–1943), Märtyrer, seliggesprochen
- Karl Leisner (1915–1945), Märtyrer, seliggesprochen
- Heinrich Tenhumberg (1915–1979), Bischof von Münster
- Heinrich Schäfer (1920–1941), Theologiestudent und Mitglied der Schönstattbewegung
- Josef Schärli (1920–2008), Schönstatt-Theologe- und Priester, Vorsitzender des Landespräsidiums der Schweizer Schönstatt-Bewegung
- Bodo-Maria Erhard (1924–2020), Generaloberer der Schönstatt-Patres (1968 bis 1974)
- Mario Hiriart (1931–1964), Schönstatt-Marienbruder
- Francisco Javier Kardinal Errázuriz Ossa (* 1933), Generaloberer der Schönstatt-Patres (1974–1980), seit 1979 Vorsitzender des Generalpräsidiums
- Elisabeth Schirle (* 1936), Regionaloberin des Säkularinstitutes der Frauen von Schönstatt in Südamerika und Präsidentin des Kuratoriums der Schönstattheiligtümer in Campanario (Chile) und Belén de Escobar (Argentinien)
- Tilmann Beller (1938–2012), Bewegungsleiter in Deutschland (1991–2002) und Österreich (2003–2007)
- Robert Zollitsch (* 1938), Vorsitzender der Deutschen Bischofskonferenz (2008–2014)
- Lothar Penners (* 1942), Bewegungsleiter in Deutschland (2003–2015)
- Ingrid Stampa (* 1950), Musikprofessorin, Übersetzerin, Haushälterin und Vertrauensperson (bis 2012) des emeritierten Papstes Benedikt XVI.
- Heinrich Walter (* 1954), Generaloberer der Schönstatt-Patres (2003–2015)
- Michael Gerber (* 1970), seit 2019 Bischof von Fulda
- Christian Löhr (* 1972), seit 2017 Generalrektor des Schönstatt-Instituts Diözesanpriester